# Pavel Kočetkov
Pavel Sergeevič Kočetkov (in russo Павел Сергеевич Кочетков?; Kamensk-Ural'skij, 7 marzo 1986) è un ex ciclista su strada russo, professionista dal 2010 al 2022. Nel 2015 ha indossato la maglia azzurra della classifica scalatori al Giro d'Italia e nel 2016 ha vinto il titolo nazionale russo in linea.

## Palmarès
- 2004 (Juniores)

3ª tappa Giro della Toscana (Collesalvetti > Collesalvetti)
- 2007 (Under-23)

4ª tappa Giro delle Regioni (Pistoia > Cantagrillo)
Circuito Internazionale di Caneva
- 2008 (Under-23)

Trofeo Marco Rusconi
- 2009 (Under-23)

Trofeo Città di San Vendemiano
Trofeo Alcide De Gasperi
Freccia dei Vini
Gran Premio Inda
- 2011 (Itera-Katusha, due vittorie)

2ª tappa Tour des Pays de Savoie (Chambéry > Bourg-Saint-Maurice)
1ª tappa Tour de Bulgarie (Sofia > Troyan)
- 2016 (Katusha, una vittoria)

Campionati russi, prova in linea

### Altri successi
- 2012 (Itera-Katusha)

3ª tappa Circuit des Ardennes (Sedan (Torcy) > Charleville-Mézières)
Classifica a punti Czech Cycling Tour

## Piazzamenti

### Grandi Giri
- Giro d'Italia

2015: 37º
2016: 32º
2017: ritirato (4ª tappa)
2020: ritirato (9ª tappa)
- Tour de France

2018: 61º
- Vuelta a España

2015: 76º
2016: 39º
2018: 53º
2019: 98º

### Classiche monumento
- Liegi-Bastogne-Liegi

2017: 46º
2018: 110º
2019: 98º
- Giro di Lombardia

2016: 45º
2018: 40º
2019: ritirato

### Competizioni mondiali
- Campionati del mondo

Verona 2004 - In linea Juniors: 39º
Stoccarda 2007 - In linea Under-23: 46º
Varese 2008 - In linea Under-23: 29º
Limburgo 2012 - Cronosquadre: 19º
Innsbruck 2018 - In linea Elite: 51º
Fiandre 2021 - In linea Elite: ritirato
- Giochi olimpici

Rio de Janeiro 2016 - In linea: 38º
Rio de Janeiro 2016 - Cronometro: 28º

### Competizioni europee
- Campionati europei

Sofia 2007 - In linea Under-23: 20º
Verbania 2008 - In linea Under-23: 16º
Plumelec 2016 - In linea Elite: 30º
Trento 2021 - Staffetta: 6º
Trento 2021 - In linea Elite: ritirato
- Giochi europei

Baku 2015 - In linea: 11ª